# Evert Kramer
Evert Kramer (Opperdoes, 17 oktober 1931 – Bellingwolde, 10 februari 2010) was een schaatser uit Nieuw Scheemda die Nederlands Kampioen op de kortebaan werd.
Hij werd in Joure op 9 februari 1956 kortebaankampioen voor Egbert van der Ploeg. De derde prijs was voor Henk van Marle. Evert Kramer was lid van schaatsclub VIOS en trainde bij de Nederlandse Vereniging ter Bevordering van het Hardrijden op de Schaats (NVBHS). Hij was een van de eerste kortebaanrijders die op noren reed.
| Jaar | Plaats | Kampioenschap |
| ---- | ------ | ------------- |
| 1956 | Goud   | NK Kortebaan  |